# Morgny-en-Thiérache
Morgny-en-Thiérache település Franciaországban, Aisne megyében. Lakosainak száma 107 fő (2022. január 1.). Morgny-en-Thiérache Archon, Cuiry-lès-Iviers, Dagny-Lambercy, Dolignon, Renneval, Saint-Clément és Sainte-Geneviève községekkel határos.

## Népesség
A település népességének változása:
| Lakosok száma | 166  | 154  | 110  | 92   | 97   | 87   | 89   | 99   | 102  | 107  |
|               | 1968 | 1982 | 1990 | 2006 | 2013 | 2015 | 2017 | 2019 | 2020 | 2022 |